# Crown of Autumn
I Crown of Autumn sono un gruppo musicale gothic metal italiano formatosi a Milano nel 1996.

## Storia del gruppo
Il gruppo nacque nell'ottobre del 1996 per volere di Emanuele Rastelli, con l'intento di realizzare un progetto musicale dai toni epici e dark. A lui si unirono i cantanti Diego Balconi e Marco Ibba (screaming) per la registrazione del demo professionale intitolato Ruins, in cui i tre musicisti adottarono gli pseudonimi rispettivamente di 'Orion', 'Antares' e 'Sagittefer'. Rastelli registrò tutte le sessioni di chitarra, basso e tastiera, mentre per la batteria venne ingaggiato un turnista accreditato come Davide.
Il demo ricevette molto apprezzamento da parte della critica e degli appassionati di metal underground; ciò indusse la band alla realizzazione del primo full-length che venne pubblicato dal gruppo stesso nel 1997 col titolo di The Treasures Arcane (Elnor Productions). L'album vide la partecipazione del batterista Mattia Stancioiu (che in seguito si unì ai Labyrinth e ai Vision Divine), oltre a Balconi e Rastelli, che si occupò anche delle parti vocali screaming. Nel disco d'esordio confluirono diverse sonorità, tra cui passaggi in stile black metal melodico ed inserti folk metal medievaleggianti. Lo stesso anno però la band interruppe l'attività, poiché Rastelli e Stancioiu si dedicarono a nuove sperimentazioni e ad altri progetti musicali, tra cui la creazione della band Magnifiqat.
Dopo tredici anni il gruppo si è riformato con il cantante Gianluigi Girardi al posto di Balconi e, nel 2011, ha realizzato il secondo album in studio dal titolo Splendours From The Dark. Lo stesso anno l'etichetta discografica My Kingdom Music ha pubblicato la raccolta The Treasures Arcane - Transfigurated Edition contenente la versione rimasterizzata e remixata del disco d'esordio con l'aggiunta di quattro tracce estratte dal demo Ruins, anch'esse rimasterizzate. A marzo del 2013 la band ha annunciato di essere al lavoro per la realizzazione di un nuovo disco intitolato Byzantine Horizons.

## Formazione

### Formazione attuale
- Emanuele Rastelli − voce screaming, chitarra elettrica, basso, tastiera
- Gianluigi Girardi − voce
- Mattia Stancioiu − batteria

### Ex componenti
- Diego Balconi - voce (1996-1997)
- Marco Ibba - voce screaming (1996)

## Discografia

### Album in studio
- 1997 - The Treasures Arcane
- 2011 - Splendours From The Dark
- 2019 - Byzantyne Horizons

### Raccolte
- 2011 - The Treasures Arcane - Transfigurated Edition

### Demo
- 1996 - Ruins